# Bernard Lyot

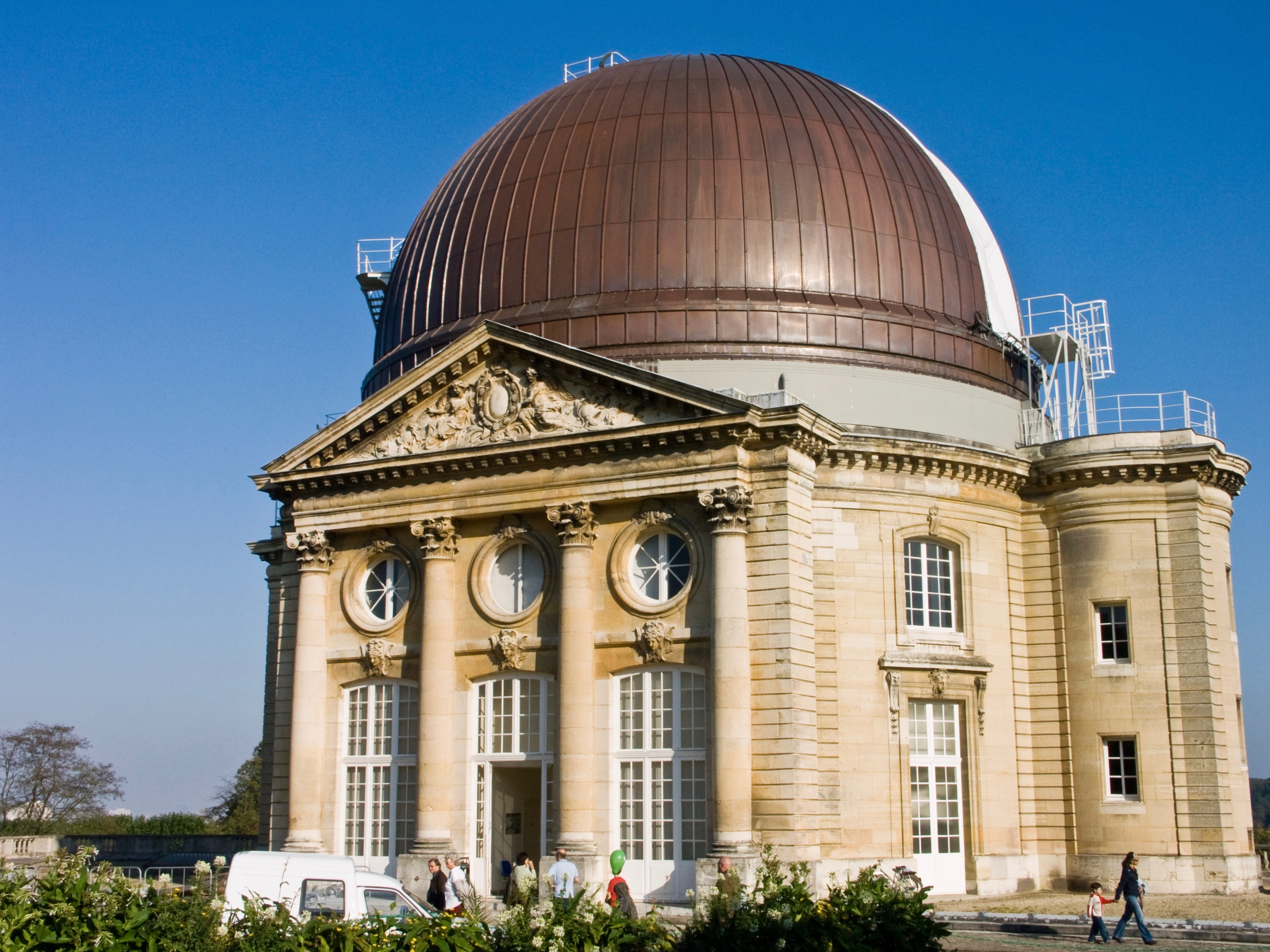
Obserwatorium Meudon

Bernard Lyot Ferdinand (ur. 27 lutego 1897 w Paryżu, zm. 2 kwietnia 1952 w Kairze) – francuski astronom, członek francuskiej Akademii Nauk, wynalazca koronografu (1930).

## Życiorys
W 1922 skonstruował polarymetr do obserwacji planet. Dowiódł, że niektóre z linii Fraunhofera w widmie słonecznym reprezentują zjonizowane postacie znanych metali, a nie nieznane pierwiastki.
Większość jego badań w latach 20. dotyczyła spolaryzowanego światła, odbitego w kierunku Ziemi z Księżyca i innych planet. Stwierdził, że Księżyc jest prawdopodobnie pokryty warstwą wulkanicznego pyłu oraz że burze pyłowe są częstym zjawiskiem na powierzchni Marsa. Później skoncentrował się na badaniu korony słonecznej, do którego zaprojektował w 1931 koronograf. Umożliwiając obserwacje korony Słońca w pełnym świetle dnia, a nie tylko podczas zaćmień, koronograf pozwolił także dokonywać obserwacji ciągłych zmian korony słonecznej. Oznaczało to, że koronę można sfilmować, czego Lyot dowiódł po raz pierwszy w 1935.

## Nagrody i wyróżnienia
- Prix Jules-Janssen (1932)
- Złoty Medal Królewskiego Towarzystwa Astronomicznego (1939)[1]
- Złoty Medal Catherine Wolfe Bruce (1947)
- Medal Henry’ego Drapera (1951)[2]

W 1964 roku Międzynarodowa Unia Astronomiczna jeden z kraterów na Księżycu nazwała Lyot, a w 1973 roku krater Lyot na Marsie.